# Philadelphia Warriors 1951-1952
La stagione 1951-52 dei Philadelphia Warriors fu la 6ª nella NBA per la franchigia.
I Philadelphia Warriors arrivarono quarti nella Eastern Division con un record di 33-33. Nei play-off persero la semifinale di division con i Syracuse Nationals (2-1).

## Risultati
| Squadra               | V  | P  | %    | GB |
| --------------------- | -- | -- | ---- | -- |
| Syracuse Nationals    | 40 | 26 | 60,6 | -  |
| Boston Celtics        | 39 | 27 | 59,1 | 1  |
| New York Knicks       | 37 | 29 | 56,1 | 3  |
| Philadelphia Warriors | 33 | 33 | 50,0 | 7  |
| Baltimore Bullets     | 20 | 46 | 30,3 | 20 |

## Roster
| N° | Naz.                   | Ruolo | Sportivo       | Anno | Alt. | Peso \|\| |
| -- | ---------------------- | ----- | -------------- | ---- | ---- | --------- |
| 5  | Stati Uniti (bandiera) | G     | Nelson Bobb    | 1924 | 183  | 75        |
| 6  | Stati Uniti (bandiera) | C     | Neil Johnston  | 1929 | 203  | 95        |
| 7  | Stati Uniti (bandiera) | GA    | Andy Phillip   | 1922 | 188  | 88        |
| 8  | Stati Uniti (bandiera) | G     | George Senesky | 1922 | 188  | 81        |
| 10 | Stati Uniti (bandiera) | AC    | Joe Fulks      | 1921 | 196  | 86        |
| 11 | Stati Uniti (bandiera) | GA    | Paul Arizin    | 1928 | 193  | 86        |
| 12 | Stati Uniti (bandiera) | AC    | Vern Gardner   | 1925 | 196  | 91        |
| 14 | Stati Uniti (bandiera) | A     | Stan Brown     | 1929 | 191  | 91        |
| 15 | Stati Uniti (bandiera) | AC    | Ed Mikan       | 1925 | 203  | 104       |
| 16 | Stati Uniti (bandiera) | A     | Ed Dahler      | 1926 | 196  | 86        |
| 18 | Stati Uniti (bandiera) | GA    | Mel Payton     | 1926 | 193  | 84        |
| 19 | Stati Uniti (bandiera) | AC    | Walt Budko     | 1925 | 196  | 100       |

## Staff tecnico
- Allenatore: Eddie Gottlieb